# San Juan de Naranjo
San Juan es uno de los distritos del cantón de Naranjo, en la provincia de Alajuela, de Costa Rica.

## Historia
San Juan fue creado el 31 de marzo de 1966 por medio de Decreto Ejecutivo 11. Segregado de Naranjo.

## Geografía
San Juan cuenta con un área de 7,45 km² y una altitud media de 1180 m s. n. m.

## Demografía
Para el año 2022, San Juan cuenta con una población estimada de 3448 habitantes, y para el último censo efectuado, en 2011, San Juan contaba con una población de 3114 habitantes.

## Localidades
- Poblados: Bajo Murciélago, Cueva, Guarumal, Rincón Elizondo, San Antonio, Yoses.

## Transporte

### Carreteras
Al distrito lo atraviesan las siguientes rutas nacionales de carretera:
- Ruta nacional 141
- Ruta nacional 148
- Ruta nacional 725
- Ruta nacional 726